# Казимир (Требишов)
Казимир (слч. Kazimír) насељено је мјесто са административним статусом сеоске општине (слч. obec) у округу Требишов, у Кошичком крају, Словачка Република.

## Становништво
| Година:    | 1994. | 2004.   | 2014.  | 2024.   |
| ---------- | ----- | ------- | ------ | ------- |
| Број људи: | 914   | 880     | 858    | 813     |
| Разлика:   |       | -3,71 % | -2,5 % | -5,24 % |

| Година:    | 2023. | 2024.   |
| ---------- | ----- | ------- |
| Број људи: | 827   | 813     |
| Разлика:   |       | -1,69 % |

Према подацима о броју становника из 2011. године насеље је имало 860 становника.